# Izbica Kujawska
Izbica Kujawska (deutsch 1940–1945 Mühlental) ist eine Stadt mit etwa 2700 Einwohnern in Polen. Sie liegt 20 Kilometer von Koło entfernt und gehört dem Powiat Włocławski, Woiwodschaft Kujawien-Pommern an. Sie ist Sitz der gleichnamigen Stadt-und-Land-Gemeinde mit etwas mehr als 7750 Einwohnern.

## Gemeinde
Zur Stadt-und-Land-Gemeinde (gmina miejsko-wiejska) Izbica Kujawska gehören die Stadt und eine Reihe von Dörfern mit Schulzenämtern.

## Verkehr
Izbica Kujawska lag an der Schmalspurbahn Włocławek–Przystronie.

## Sehenswürdigkeiten
- Synagoge, erbaut 1880 bis 1895.